# She Past Away
She Past Away est un groupe turc de post-punk, originaire de Bursa. Il est formé en 2006 par Volkan Caner, chanteur et guitariste, et İdris Akbulut à la guitare basse. Le groupe est connu pour son style dark wave avec des racines post-punk, et son look gothique,,,,.

## Histoire
Formé en 2006, le groupe sort l'EP Kasvetli Kutlama en 2010 avec la contribution de Doruk Öztürkcan, connu sous le nom de Supermatik.  Le groupe signe avec le label Fabrika Records basé à Athènes et a sorti son premier album Belirdi Gece en 2012.

En 2015, le bassiste İdris Akbulut quitte le groupe et Doruk Öztürkcan, jusque là producteur du groupe depuis 2009, se joint à Volkan Caner au synthétiseur,. En décembre 2018, dans une interview accordée à un webmagazine musical indépendant, Doruk Öztürkcan annonce la sortie d'un nouvel album en 2019 et une tournée américaine à venir. Le 31 mai 2019, sort leur troisième album Disko Anksiyete, basé principalement sur des sons disco, mais garde l'inspiration musicale des origines.

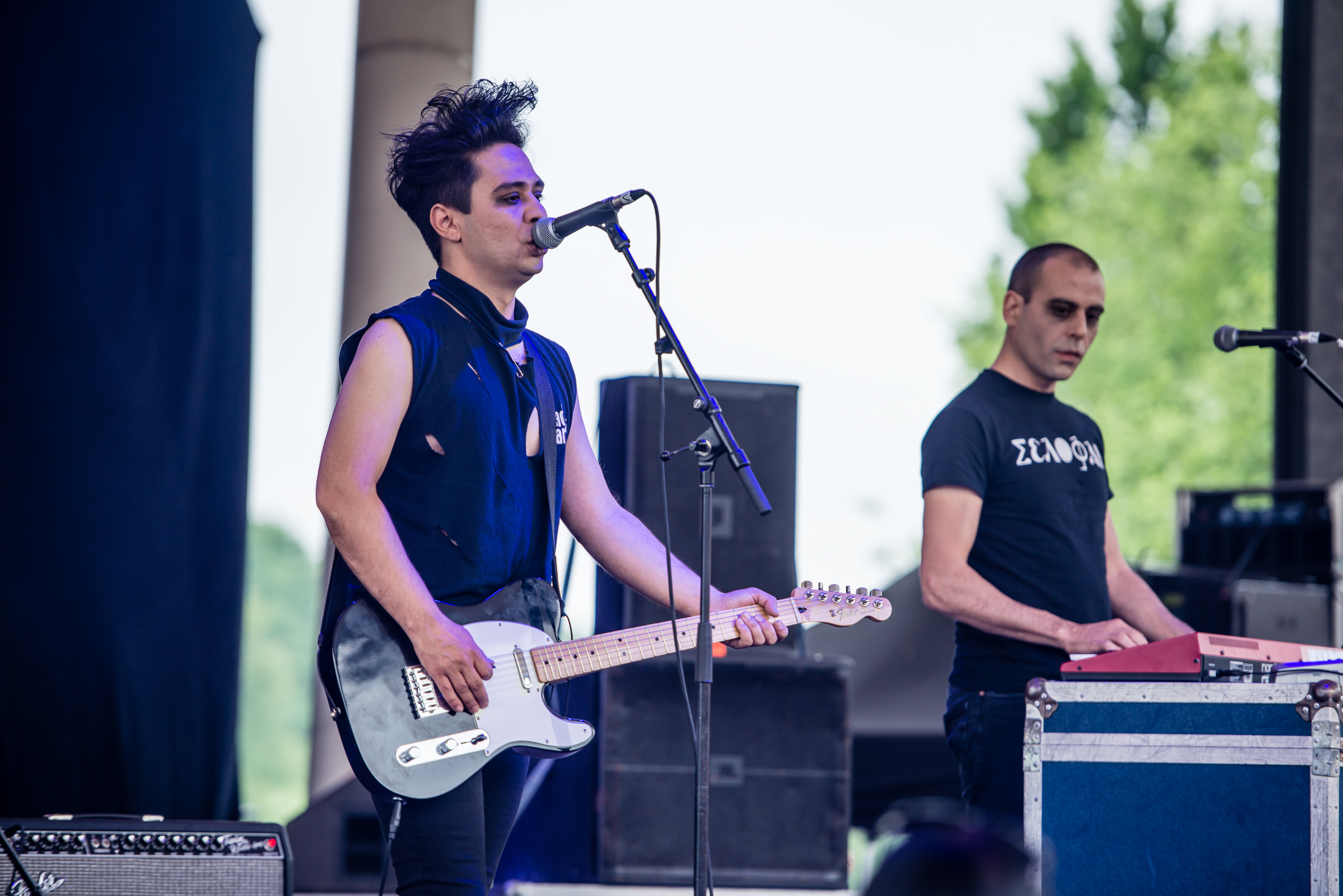
She Past Away au Black Field Festival.

Les deux premiers albums, Belirdi Gece sorti en 2012, et Narin Yalnızlık sorti en 2015 – seront remarqués par le label Metropolis Records qui les ressort en janvier 2019.
Le groupe chante en langue turque, et se produit à l'international, dont une tournée en Amérique latine. Il produit avec son propre label, Remoov.
À l'occasion de ses 10 ans d'activité (depuis la sortie en 2010 de Kasvetli Kutlama), le groupe fait paraître en mai 2020 X, un album de 22 remixes avec des signatures comme Boy Harsher, Front 242, Lebanon Hanover, ou Clan of Xymox, parmi d'autres.
En 2024 sortent les singles Ölüm Günüm  et İnziva. Le clip vidéo d'İnziva, louée par la presse spécialisée, se veut un hommage au cinéma expressionniste allemand,,.

## Style musical et influences

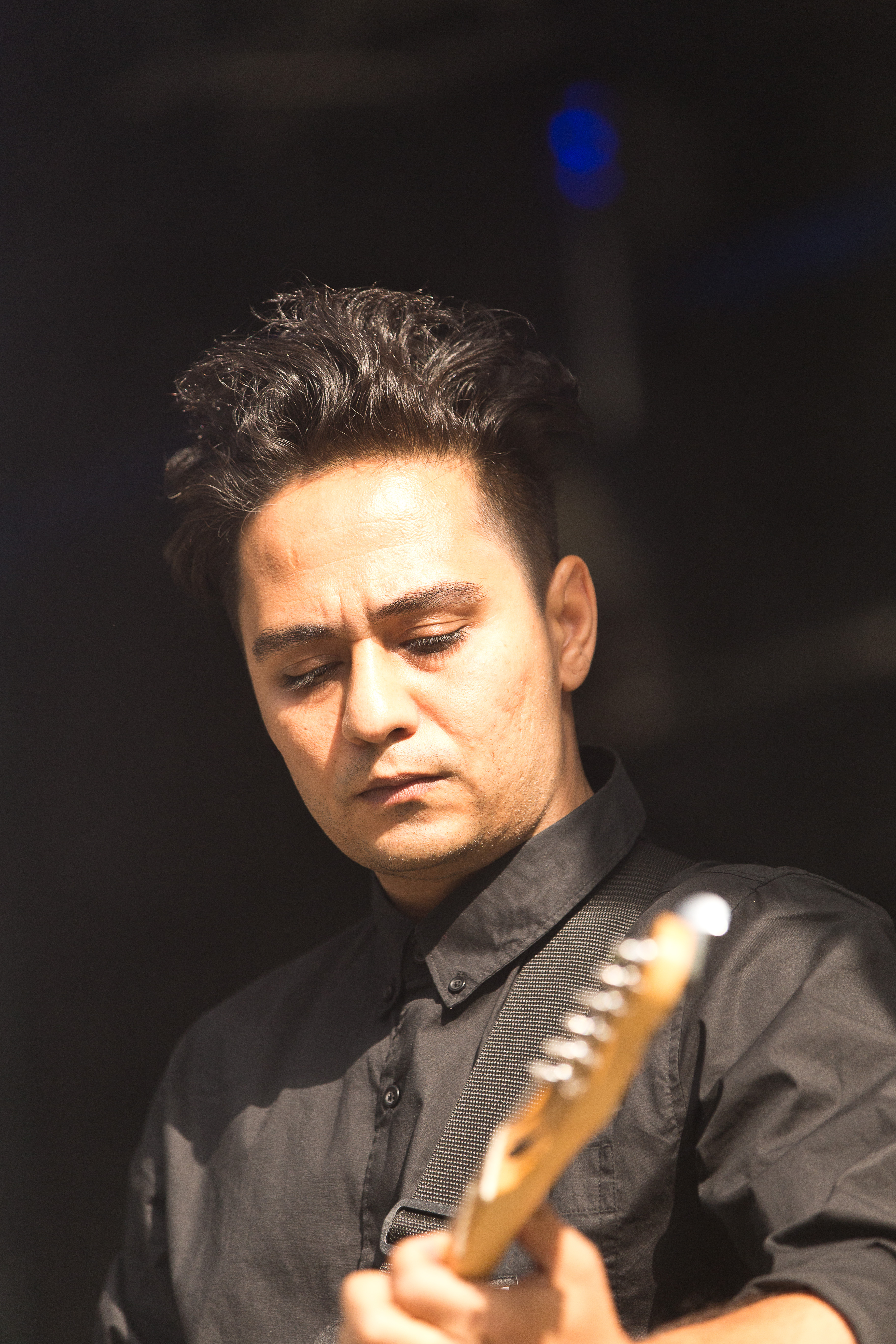
Volkan Caner en 2015 lors de la Nocturnal Culture Night à Deutzen en Allemagne

Influencé par des groupes de musique tels que The Sisters of Mercy, Asylum Party, Death in June, Xymox, DAF, Siouxsie and the Banshees, le groupe joue de la musique avec des influences post-punk, new wave et rock gothique. Bien que les premières productions du groupe étaient plus orientées vers la musique électronique, les synthétiseurs industriels des années 80" étant au premier plan dans l'album Belirdi Gece, ils ont plus tard changé pour un style orienté vers la guitare et la guitare basse. Le style du groupe a également été comparé à celui de groupes musicaux tels que Joy Division, Depeche Mode, Bauhaus, Suicide et déclare également être esthétiquement influencé par les films d'horreur érotique de série B et les westerns spaghetti de Jess Franco et Jean Rollin.
Le groupe sur leur site officiel se décrit ainsi : « She Past Away, c'est de la dark wave revisitée avec un son des années 80. Un son de guitare emblématique de l'ère post-punk, associé à une poésie minimaliste en turc. Souvent une explosion d'anxiété sentimentale traversée par un état d'esprit nihiliste, c'est une œuvre personnelle. Pourtant, She Past Away est vaste, est un esprit curieux, assez courageux pour remettre en question les tabous et l'existence. She Past Away est entraînant, envoûtant. C'est une hantise.. »

### Thématique abordées
Toutes les chansons du groupe sont écrites et chanté en turc par le chanteur Volkan Caner, et explorent souvent des thèmes sombres et introspectifs, comme les mauvais rêves, la solitude, les déceptions, des expériences personnelles de l'artiste ou des thématiques plus générales comme le vide, la religion, la culture mainstream et la politique. Concernant cette dernière, le groupe reconnait que le climat politique actuel, et particulièrement celui de la Turquie affecte leur musique : « La situation devient de plus en plus déprimante, donc c'est une grosse influence. La Turquie a toujours été une démocratie de façade, où les droits de l'homme ont toujours été bafoués, parfois par l'état lui-même. De loin, ce pays ressemble à un mélange idéal entre l'Orient et l'Occident. En réalité, c'est une véritable zone de guerre au milieu de laquelle chacune des deux tendances essaie de détruire l'autre. »
Dans le magazine The Quietus, Lottie Brazier qualifie le groupe comme faisant partie, avec la chanteuse Gaye Su Akyol et le groupe Bubituzak, « d'un combat permanent contre le conservatisme culturel » en Turquie.

## Membres

### Membres actuels
- Volkan Caner - chant, guitare (depuis 2006)
- Doruk Öztürkcan - synthétiseur, boîte à rythmes (depuis 2015), production (depuis 2009)

### Ancien membre
- İdris Akbulut - basse (2006-2015)

## Discographie

### Albums studio
- 2012 : Belirdi Gece (Remoov, Fabrika Records)
- 2015 : Narin Yalnızlık (Remoov, Fabrika Records)
- 2019 : Disko Anksiyete (Remoov, Metropolis Records, Fabrika Records)

### Albums remixes
- 2020 : X ( Metropolis Records, Fabrika Records)

### Compilation
- 2020 : Part Time Punks Session (Metropolis Records, Fabrika Records)

### EP
- 2010 : Kasvetli Kutlama (Remoov)

### Single
- 2001 : Excess (juin 2021, Blood Music) avec Perturbator[21]
- 2024 : İnziva
- 2024 : Ölüm Günüm (avec Ductape)

### Remixes
- 2021 : Twin Tribes - Portal to the Void (She Past Away Remix) (2021)
- 2021 : Deathsomnia - Akinesia (She Past Away Remix) (2021)[22]